# Франкеїт

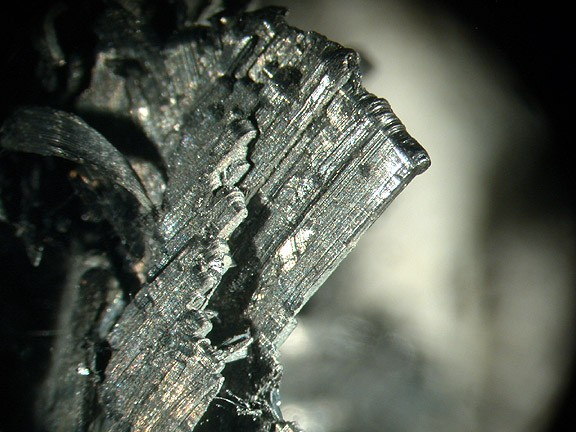
Франкеїт

Франкеїт (рос. франкеит; англ. franckeite; нім. Franckeit m) — мінерал, стибієва сульфосіль свинцю й олова.
Названий за прізвищами гірничих інженерів К. і Е. Франке (K. and E. Franke), A.W.Stelzner, 1893.
Синоніми: лепідоламприт.

## Опис
Хімічна формула:
- 1. За Є. К. Лазаренком: Pb5Sn3Sb2S14.
- 2. За «Fleischer's Glossary» (2004): (Pb, Sn)6FeSn2Sb2S14.

Містить (%): Pb — 49,71; Sn — 17,09; Sb — 11,69; S — 21,51.
Сингонія моноклінна. Псевдотетрагональний вид. Кристали тонкотаблитчасті, видовжені, скручені, зігнуті. Аґреґати суцільні, радіальні або пластинчасті, часто сферичні, розеткоподібні. Двійники. Спайність по (001) досконала. Густина 5,88-5,92. Тв. 1-2. Колір і риса сірувато-чорні. Блиск металічний. Непрозорий. Злегка ковкий. Гнучкий, але не еластичний. Зустрічається в срібно-олов'яних жилах і свинцево-цинкових гідротермальних родовищах. Супутні мінерали: циліндрит, тиліт.

## Розповсюдження
Знайдений у Чокойя і Уануні (Болівія), Талаському Алатау (Киргизстан). Рідкісний.